# Hillsdale Chargers football
Gli Hillsdale Chargers sono la squadra di football americano di college che rappresenta l'Hillsdale College attiva dal 1891. Dal 2017 i Chargers giocano nella Great Midwest Athletic Conference (G-MAC) della Division II della NCAA. Dalla stagione 2002 il capo allenatore è Keith Otterbein. I Chargers giocano le partite interne al Frank D. "Muddy" Waters Stadium, dedicato al capo allenatore della squadra dal 1954 al 1973, e che ha una capacità di 8.500 spettatori.  

## Allenatori
Nel seguito l'elenco dei capo allenatori degli Hillsdale Chargers. 
| Capo allenatori |                        |               |
| N.              | Nome                   | Stagioni      |
| -               | Nessun capo allenatore | 1891–1895     |
| 1               | Duncan M. Martin       | 1896, 1898    |
| 2               | Nate Duffy             | 1897          |
| -               | Nessun capo allenatore | 1899–1903     |
| 3               | Harry McRae            | 1904          |
| -               | Nessun capo allenatore | 1905          |
| 4               | William Boone          | 1906          |
| 5               | James Whipple          | 1907          |
| 6               | Herbert C. Reed        | 1908–1910     |
| 7               | Claude J. Hunt         | 1911–1912     |
| 8               | Charles Firth          | 1913          |
| 9               | Leroy Buchiet          | 1914–1917     |
| 10              | Lawrence Manson        | 1918          |
| 11              | Samuel Taylor          | 1919          |
| 12              | William J. Rennie      | 1920–1921     |
| 13              | Louis Ost              | 1922          |
| 14              | Howard B. Jefferson    | 1923–1924     |
| 15              | Elroy Guckert          | 1925–1926     |
| 16              | Dwight Harwood         | 1927–1945     |
| 17              | David M. Nelson        | 1946–1947     |
| 18              | Gib Holgate            | 1948          |
| 19              | Jack Petoskey          | 1949–1950     |
| 20              | Irv Wisniewski         | 1951          |
| 21              | Henry Fallon           | 1952          |
| 22              | Charlie Bachman        | 1953          |
| 23              | Muddy Waters           | 1954–1973     |
| 24              | Jack McAvoy            | 1974–1977     |
| 25              | Ron Lynch              | 1978–1979     |
| 26              | Dick Lowry             | 1980–1996     |
| 27              | Dave Dye               | 1997–2001     |
| 28              | Keith Otterbein        | 2002–presente |

## Giocatori selezionati nel Draft NFL
Nel seguito la lista dei giocatori degli Hillsdale Chargers selezionati nel draft NFL.
| Giocatori selezionati nel Draft NFL |                              |                              |                              |                              |          |       |
| Draft                               | Giro                         | Scelta                       | Scelta assoluta              | Giocatore                    | Squadra  | Ruolo |
| 2010                                | 3                            | 5                            | 69                           | Jared Veldheer               | Raiders  | T     |
| 1980                                | 7                            | 28                           | 193                          | Nate Johnson                 | Steelers | WR    |
| 1977                                | 10                           | 21                           | 272                          | Bob Bialik                   | Bengals  | P     |
| 1972                                | 2                            | 8                            | 34                           | Chester Marcol               | Packers  | K     |
| 1972                                | 13                           | 25                           | 337                          | Archie Robinson              | Dolphins | DB    |
| 1965                                | 9                            | 11                           | 123                          | Bruce McLenna                | Lions    | B     |
| 1964                                | 9                            | 1                            | 113                          | Howard Mudd                  | 49ers    | G     |
| 1964                                | 14                           | 6                            | 188                          | Doug Bickle                  | Lions    | E     |
| 1958                                | 7                            | 2                            | 75                           | Doug Mainson                 | Packers  | B     |
| 1957                                | 10                           | 3                            | 112                          | Warren Spragg                | Rams     | T     |
| 1957                                | 17                           | 2                            | 195                          | Dave Trippett                | Rams     | T     |
| 1951                                | 25                           | 3                            | 294                          | Monte Charles                | Packers  | B     |
| 1950                                | 20                           | 11                           | 259                          | Bill Young                   | Rams     | B     |
| Totale giocatori selezionati        | Totale giocatori selezionati | Totale giocatori selezionati | Totale giocatori selezionati | Totale giocatori selezionati | 13       | 13    |